# Mallorca Open 2024
Mallorca Open 2024 a fost un turneu profesionist de tenis organizat în cadrul circuitului masculin ATP, care a avut loc în perioada 23–29 iune 2024 la Santa Ponsa, Spania, pe terenuri cu iarbă. A fost cea de-a patra ediție a Mallorca Open, parte a categoriei ATP 250 din Circuitul ATP 2024.

## Campioni

### Simplu
Pentru mai multe informații consultați Mallorca Open 2024 – Simplu

### Dublu
Pentru mai multe informații consultați Mallorca Open 2024 – Dublu

## Puncte și premii în bani

### Distribuția punctelor
| Probă  | Câștigător | Finalist | Semifinalist | Sfertfinalist | Runda 2 | Runda 1 | Q   | Q2  | Q1  |
| Simplu | 250        | 165      | 100          | 50            | 25      | 0       | 13  | 7   | 0   |
| Dublu  | 250        | 150      | 90           | 45            | 20      | 0       | N/A | N/A | N/A |

### Premii în bani
| Probă  | Câștigător | Finalist | Semifinalist | Sfertfinalist | Runda 2  | Runda 1 | Q2      | Q1      |
| Simplu | 141.795 €  | 82.715 € | 48.620 €     | 28.175 €      | 16.360 € | 9.995 € | 5.000 € | 2.725 € |
| Dublu* | 49.260 €   | 26.360 € | 15.450 €     | 8.630 €       | 5.090 €  | N/A     | N/A     | N/A     |

*per echipă